# Приполярна тундра Гренландії
Приполярна тундра Гренландії або Арктичний степ Гренландії (ідентифікатор WWF: NA1113) — неарктичний екорегіон тундри, розташований в прибережних районах на півдні та на південному заході острова Гренландія.

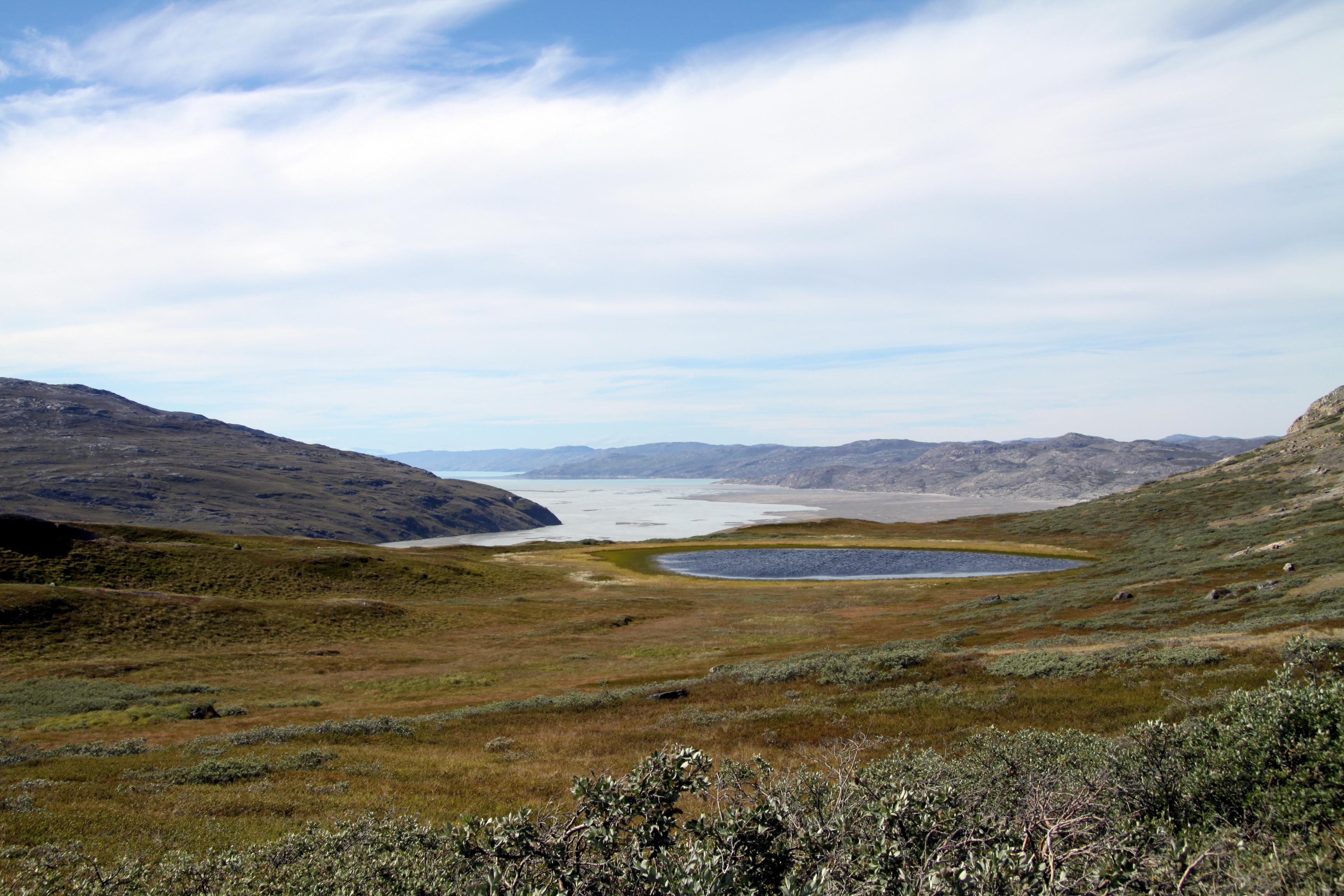
Ландшафт Гренландії в околицях Кангерлуссуак (південно-західне узбережжя)

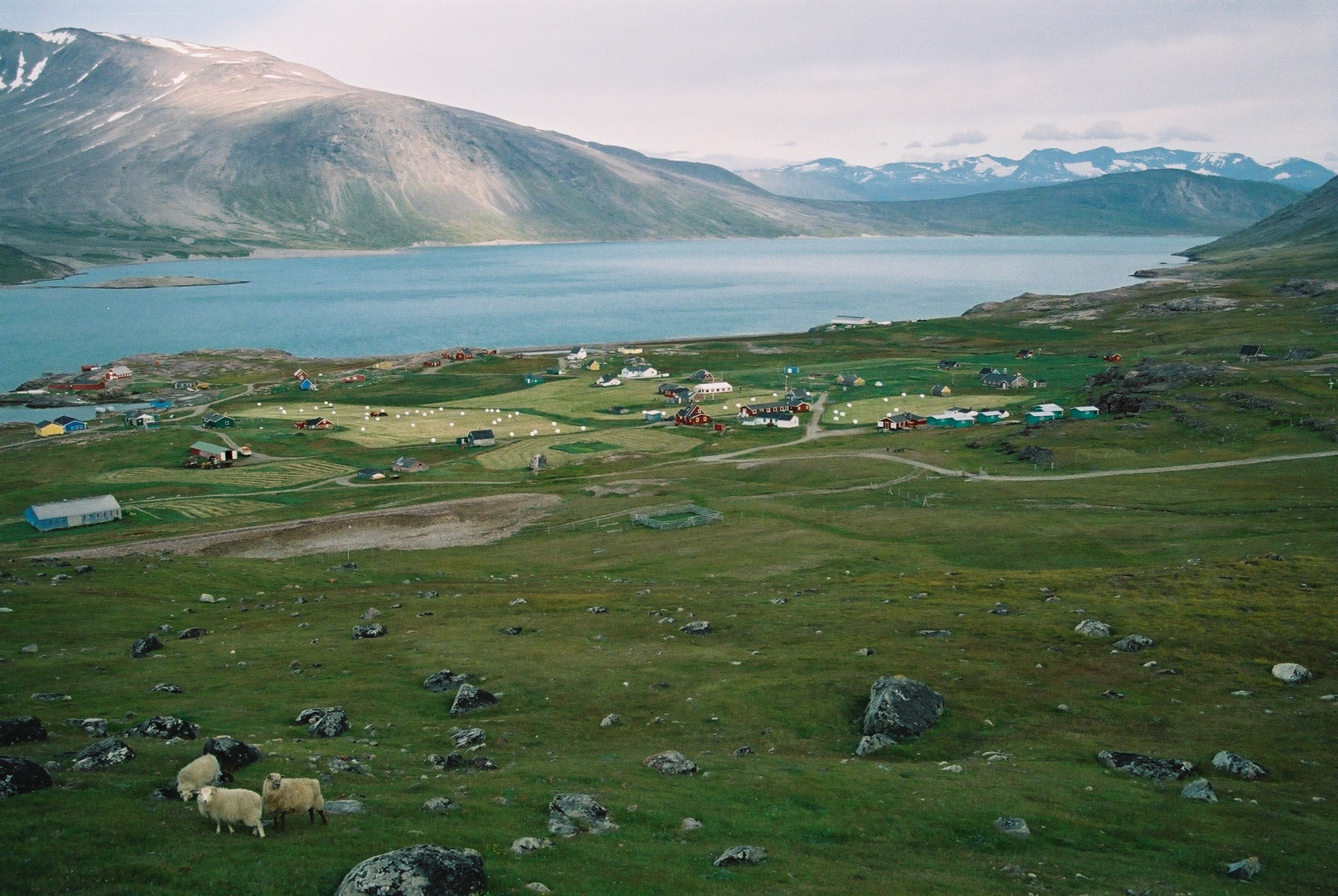
Ландшафт Гренландії в околицях Ігаліку (південне узбережжя)

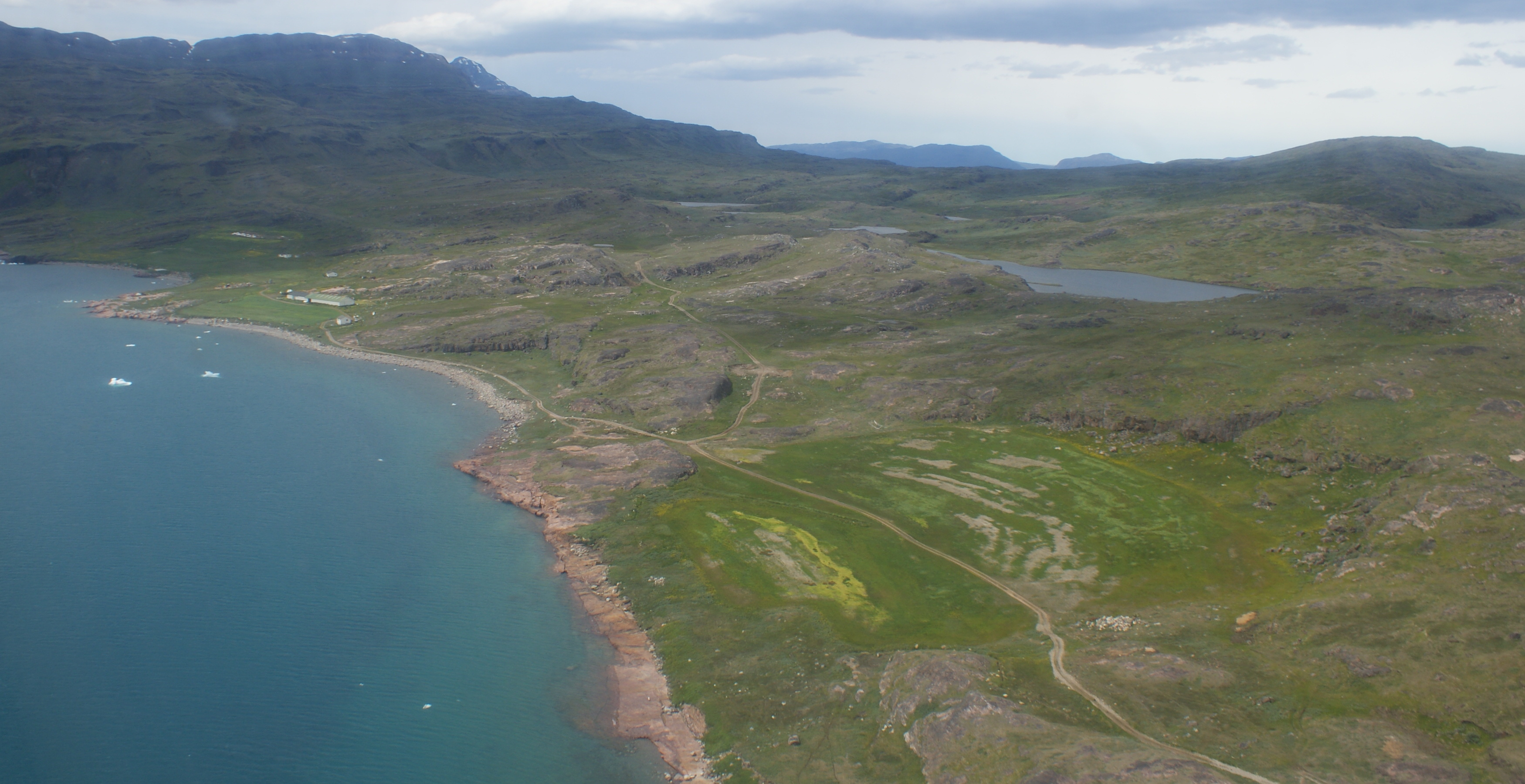
Ландшафт Тунулліарфік-фіорд

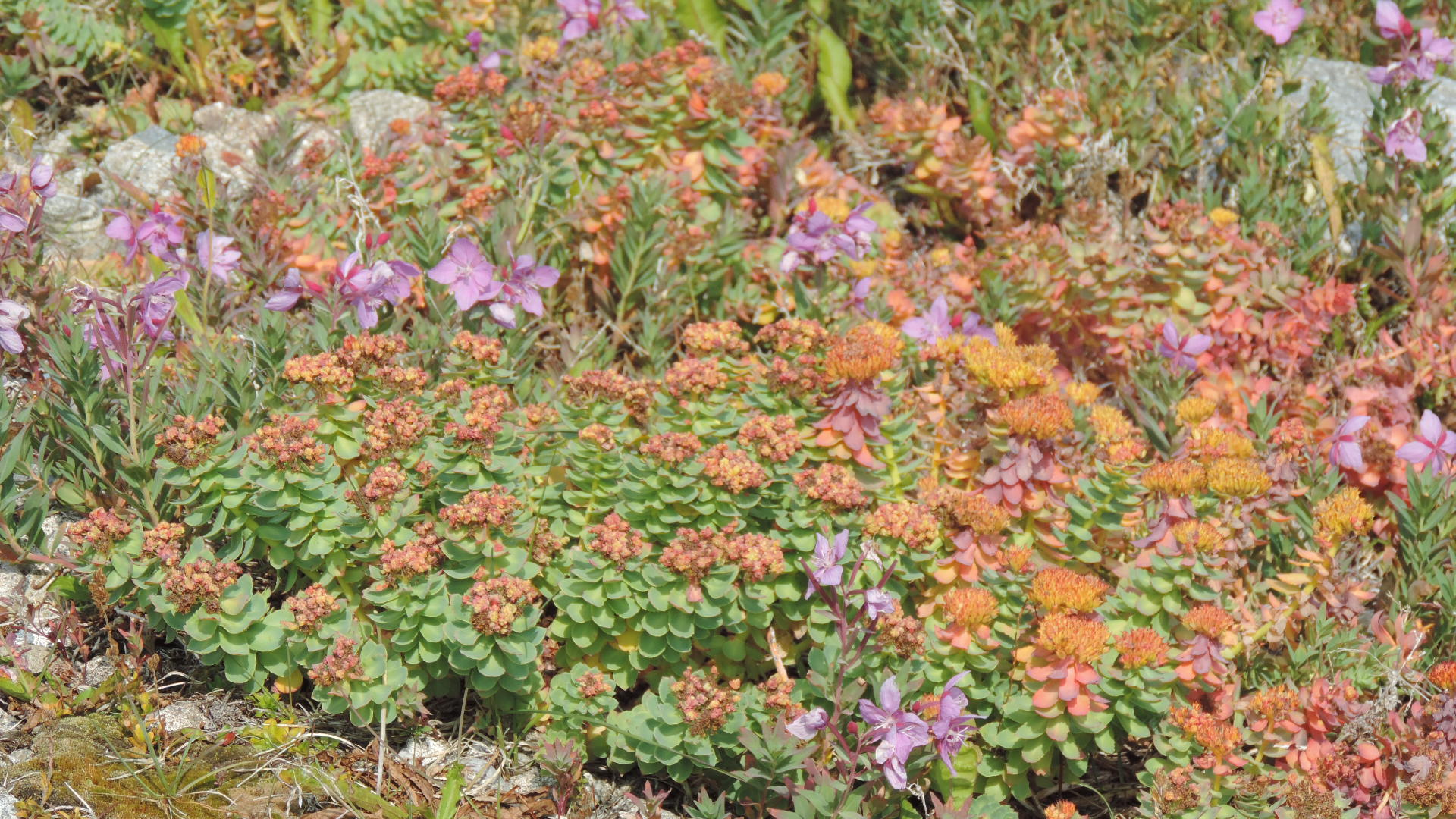
Квітучі чагарники Гренландії

Ландшафт гренландських пустищ у внутрішній частині затоки Скорсбісунн

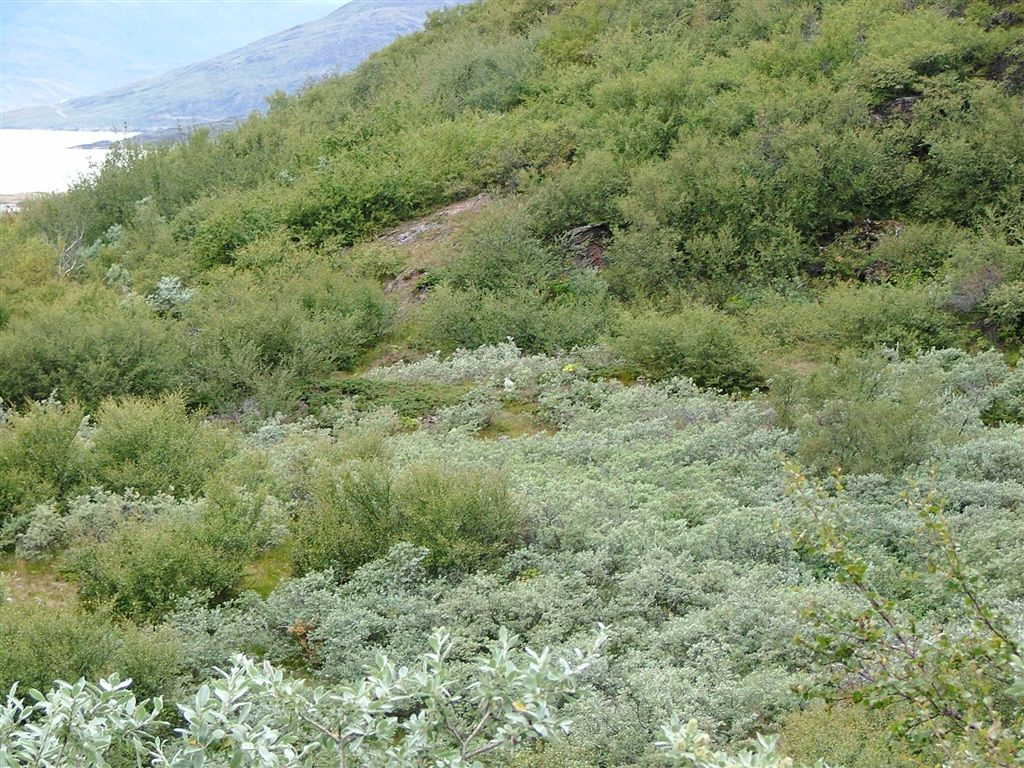
Арктичний заєць в кущах верби (Нарссарссуак на півдні острова)

## Географія
Гренландія — це найбільший у світі острів, який омивається водами Північного Льодовитого океану з півночі та Атлантичного океану з півдня. Більша частина цього острова покрита велетенським льодовиковим щитом, другим за розмірами після льодовикового щита Антарктиди. Максимальна товщина льодовикового щита становить приблизно 3200 м. Прибережні райони Гренландії, вільні від льодовикового покриву, розглядаються як два екорегіони — заполярної та приполярної тундри.
Екорегіон приполярної тундри Гренландії охоплює південно-західне узбережжя острова, що омивається водами моря Баффіна і Лабрадорського моря, на південь від затоки Мелвілл та 75° північної широти, а також південно-східне узбережжя острова, що омивається водами Гренландського моря і Данської протоки, на південь від затоки Скорсбісунн та 70° північної широти. Таким чином, регіон розділяє навпіл Північне полярне коло. Більшість прибережних, вільних від льоду територій регіону займають гори. Численні фіорди простягаються вглиб Гренландії, а безпосередньо біля його узбережжя розкидано безліч дрібних острівців. Узбережжя скелясте і звивисте, його середня висота становить 561 м.
З геологічної точки зору більшу частину Гренландії займає давній кристалічний щит. В екорегіоні переважають архейські породи, хоча подекуди, зокрема в районі найвищої гори острова Гуннбйорн висотою 3694 м, зустрічаються третинні базальти. Круті скелі морського узбережжя переважно складаються з гранітів і гнейсів.

## Клімат
У межах екорегіону переважає тундровий клімат (ET за класифікацією кліматів Кеппена), коли принаймні один місяць в році має середню температуру вище 0 °C, достатню для танення снігу, однак середня температура найтеплішого з місяців не перевищує 10 °C. Невеликі області у внутрішніх частинах деяких фіордів мають субарктичний клімат (Dfc за класифікацією Кеппена), оскільки середня температура найтеплішого з місяців там перевищує 10 °C, а максимальні температури можуть перевищувати 20 °C. Середньорічна кількість опадів у Нанорталіку, розташованому у південній частині цього екорегіону, становить 900 мм, тоді як в Упернавіку, розташованому у північно-західній частині регіону — лише 200 мм. Внаслідок впливу Східногренландської течії східне узбережжя острова є холоднішим за західне.

## Флора
Слово «тундра» походить з фінської мови, де означає безлісу місцевість. Також цей термін передбачає наявність багаторічної мерзлоти — повністю промерзлої нижньої частини ґрунту. Ще на початку третинного періоду Гренландія мала субтропічний або теплий помірний клімат. Знайдені скам'янілості рослин вказують на те, що острів був вкритий лісами, де зустрічалися клени (Acer spp.), горіхи (Juglans spp.), магнолії (Magnolia spp.), метасеквої (Metasequoia spp.), платани (Platanus spp.) та виноград (Vitis spp.). Глобальні кліматичні зміни призвели до зникнення цих лісів, хоча деякі види, можливо, ще деякий час виживали в рефугіумах. Ті дерева, що зараз трапляються в Гренландії, як правило, є карликовими або низькорослими версіями своїх предків. 
Судинна флора Гренландії є бідною (близько 500 видів), навіть якщо порівнювати її з флорою північного узбережжя Аляски або районів Норвегії вище верхньої межі лісу. Рослинність в екорегіоні приполярної тундри Гренландії змінюється залежно від висоти над рівнем моря, відстані від відкритої берегової лінії та наявності вологи. 
На західному узбережжі екорегіону, в одній з найбльш посушливих його частин, рослинність представлена карликовими чагарниками та степоподібною рослинністю, яка є реліктом тундростепу часів останнього льодовикового періоду. В цьому степу зустрічаються різноманітні трави і осоки, зокрема багряний куничник (Calamagrostis purpurascens), лапландський куничник (Calamagrostis lapponica), аляскинський пирій (Elymus alaskanus), лежача осока (Carex supina), звичайна кобрезія (Kobresia simpliciuscula), сибірська кобрезія (Kobresia sibirica) та магелланська осока (Carex magellanica).
У захищених частинах фіордів, у районах з теплішим субарктичним кліматом, зустрічаються чагарники та невисокі ліси, основу яких складають зелені вільхи (Alnus viridis subsp. crispa), пухнасті берези (Betula pubescens) та гренландська горобина (Sorbus groenlandica). У південній частині Гренландії, де клімат найтепліший, низькорослі березові ліси займають менше 15 % території, чагарники — 42 % території, сухі луки — 18 % території, а лишайникові пустища — 12 % території. Поширені в Гренландії пухнасті берези (Betula pubescens), карликові берези (Betula nana) та залозисті берези (Betula glandulosa) зазвичай мають вигляд кущів висотою 0,5-2 м, хоча подекуди, зокрема в долині Кіннгуа або Райській долині, можуть зустрічатися дерева заввишки до 10 м.
У фіорді Кангерлуссуак в західній частині екорегіону, де вільна від льоду земля простягається найбільш далеко вглиб суходолу, спостерігається найбільш виражений перехід від приморської до континентальної рослинності. Порівняно з узбережжям, у внутрішніх районах фіорду випадає менша кількість опадів, тривалість стійкого снігового покриву менша, середні літні температури вищі, а зимові — нижчі. На узбережжі в цьому районі поширені трав'янисті луки та густі карликові чагарники, а у внутрішніх районах — степ, де трапляються розкидані солончаки та солоні озера. В прибережних пустищах домінує чорна водянка (Empetrum nigrum subsp. hermaphroditum), а у внутрішніх районах — берези (Betula spp.) та восьмипелюсткові дріади (Dryas integrifolia). Також на узбережжі зустрічається трав'яна верба (Salix herbacea) та перстач Кранца (Potentilla crantzii), а в глибині острова — сизі верби (Salix glauca) та лежача осока (Carex supina). В глибині затоки, де клімат має бути субарктичним, опадів насправді занадто мало, щоб росли великі дерева, а найбільш розвиненою рослинністю є верби поблизу водойм, що досягають висоти 4-5 м. Перевипас худоби знищив більшу частину верболозів, замінивши їх на густі луки, де поширений лучний тонконіг (Poa pratensis).
Різноманітні види рослин також поширені навколо численних гарячих джерел, зокрема на острові Діско, розташованому біля західного узбережжя Гренландії. На берегах джерел ростуть верби, чагарники і різноманітні трави. 

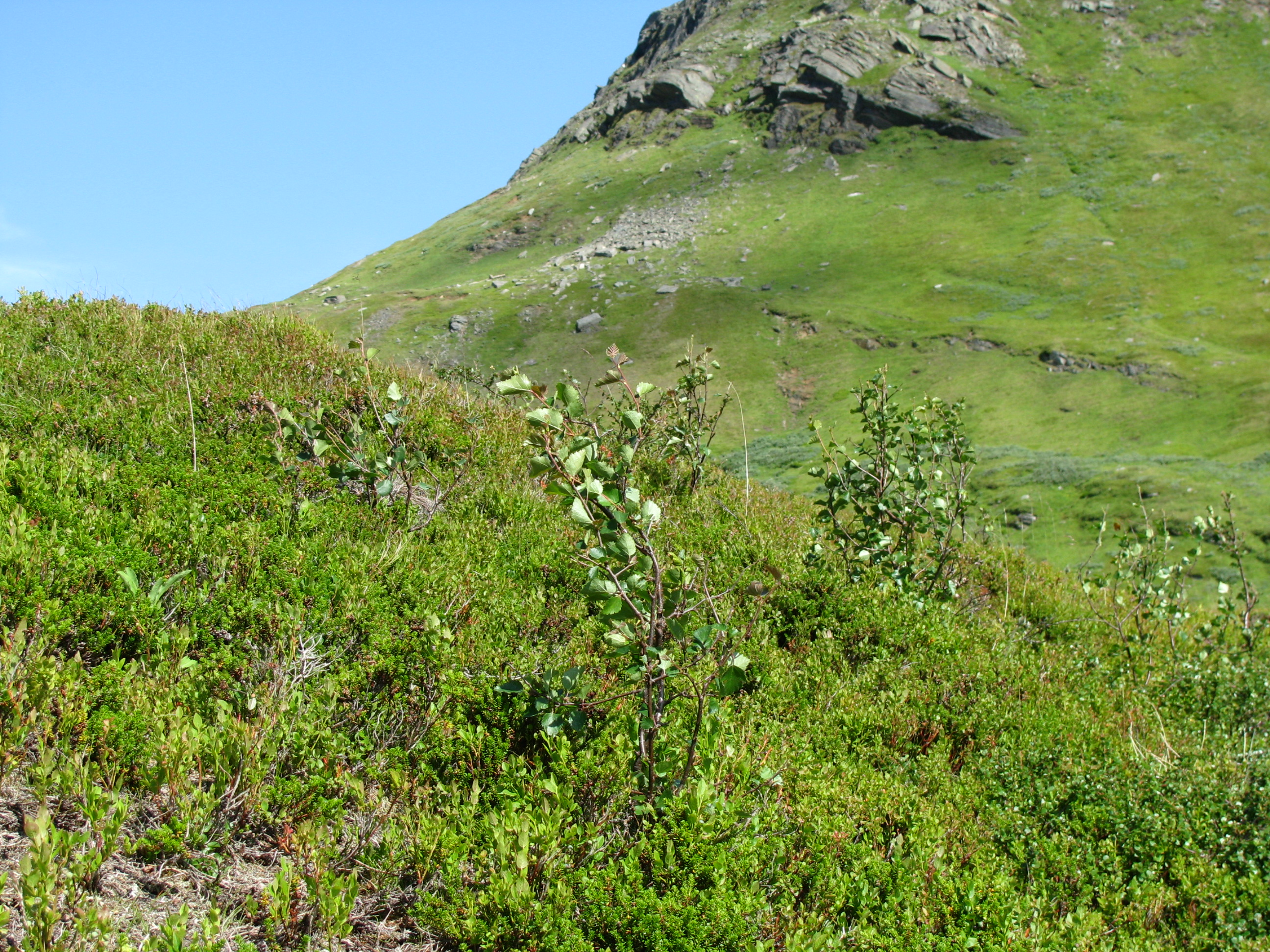
Пухнаста береза (Betula pubescens)
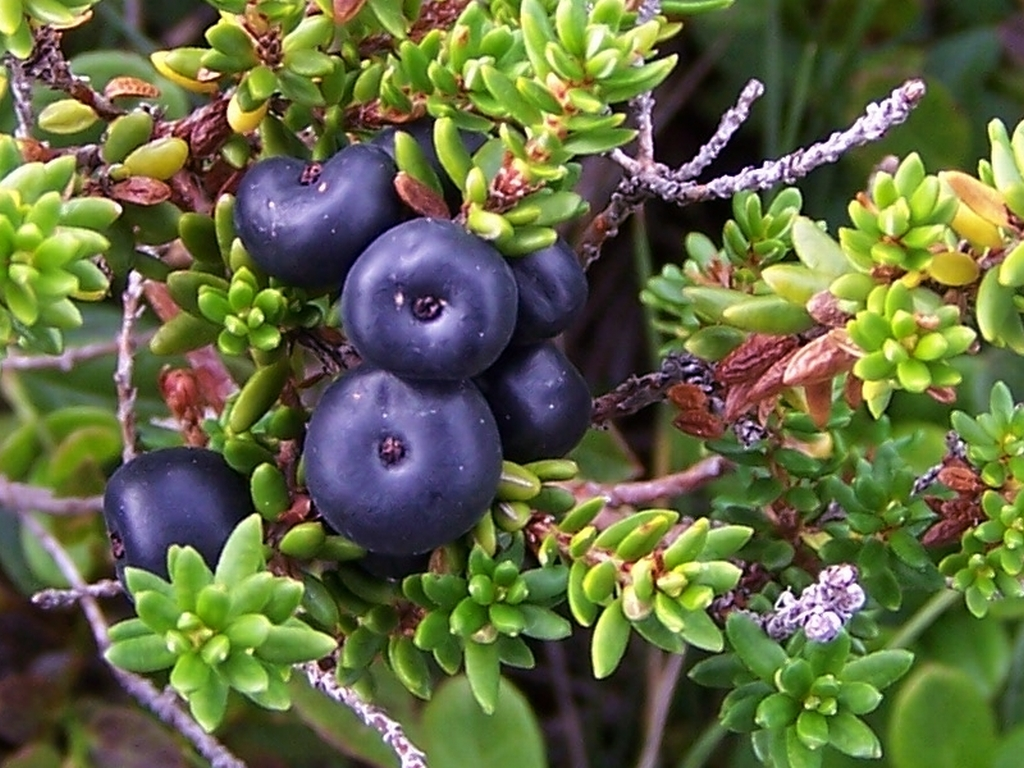
Чорна водянка (Empetrum nigrum)
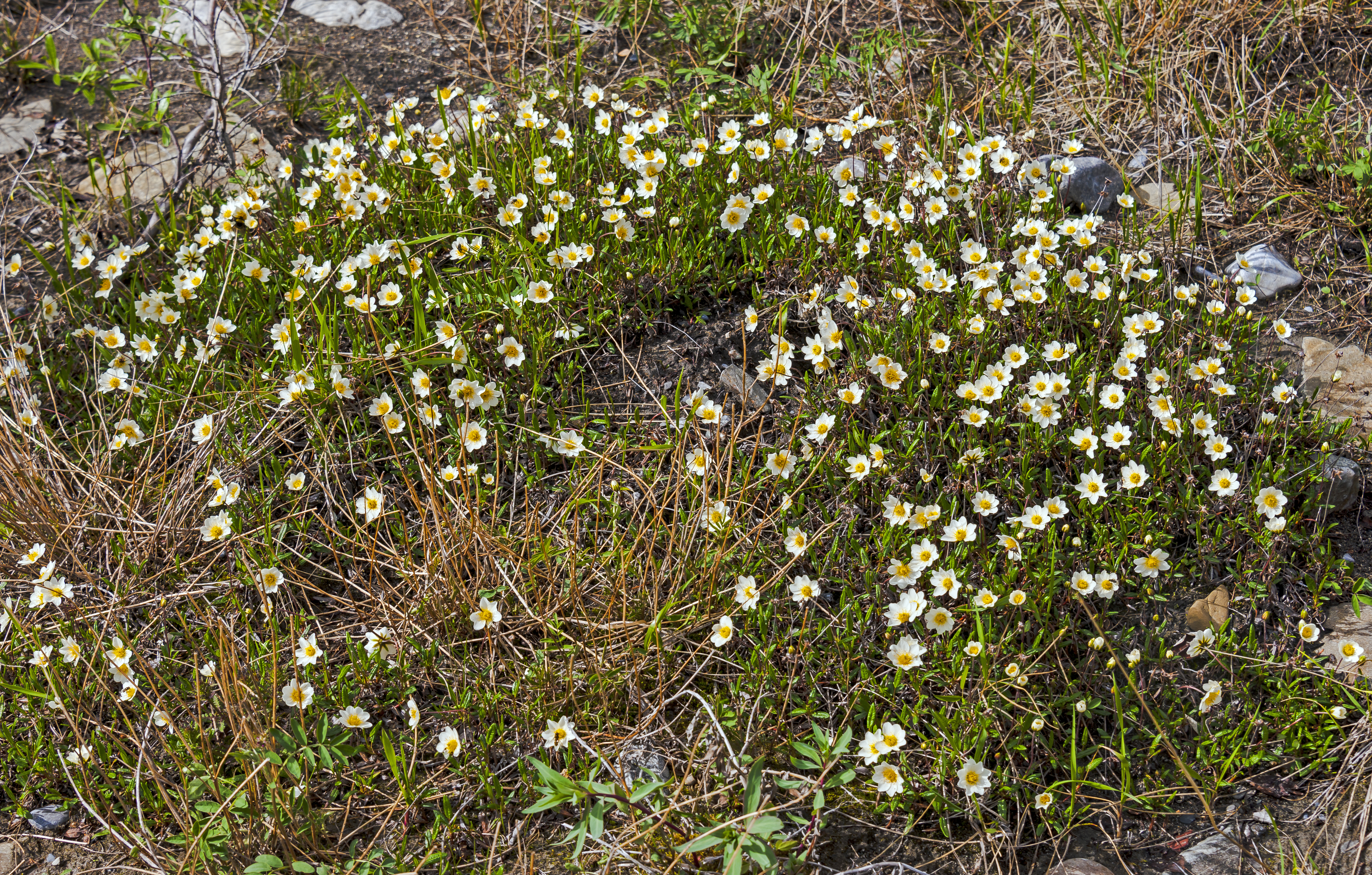
Восьмипелюсткова дріада (Dryas integrifolia)
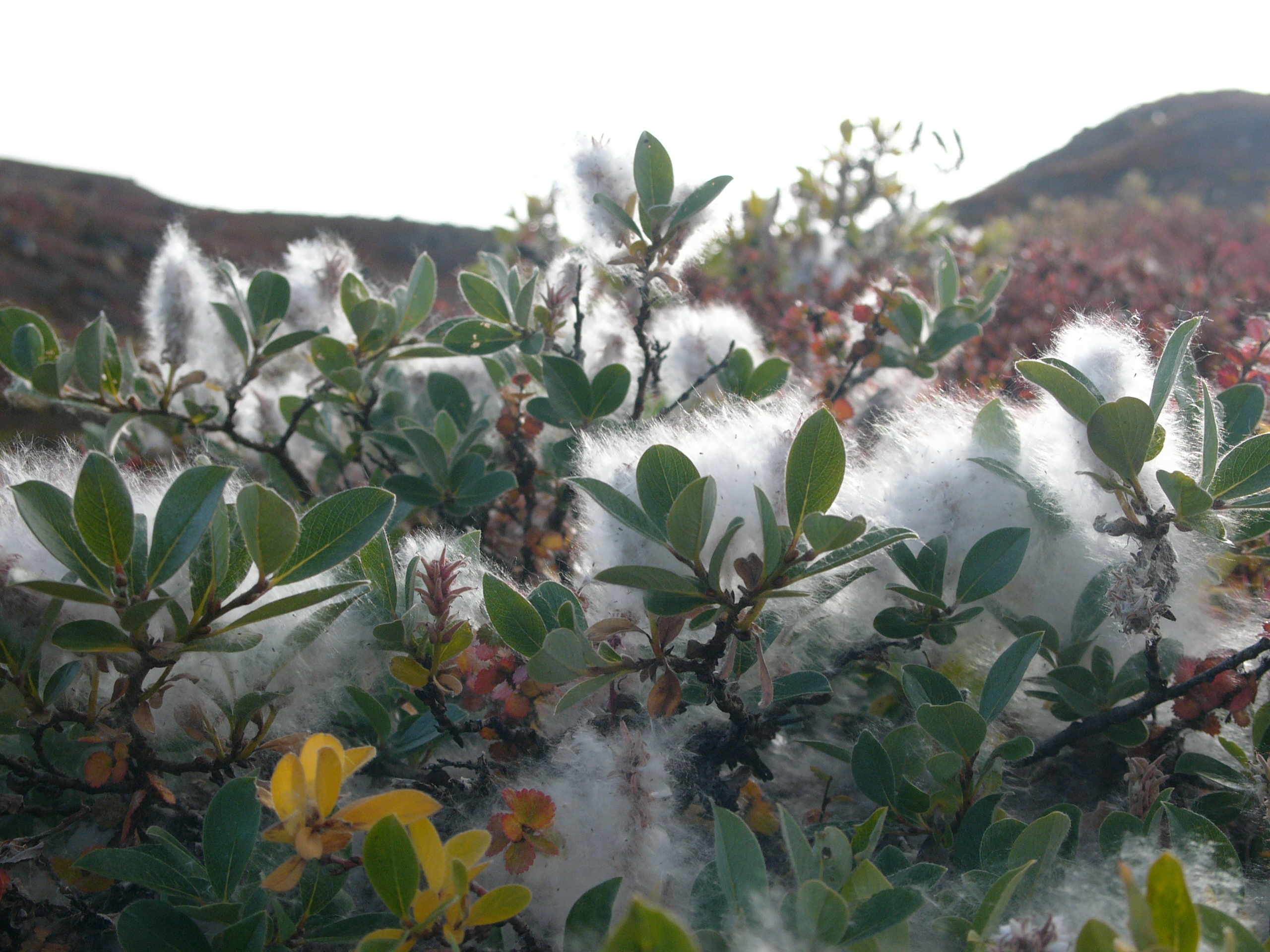
Квітуча сиза верба (Salix glauca)
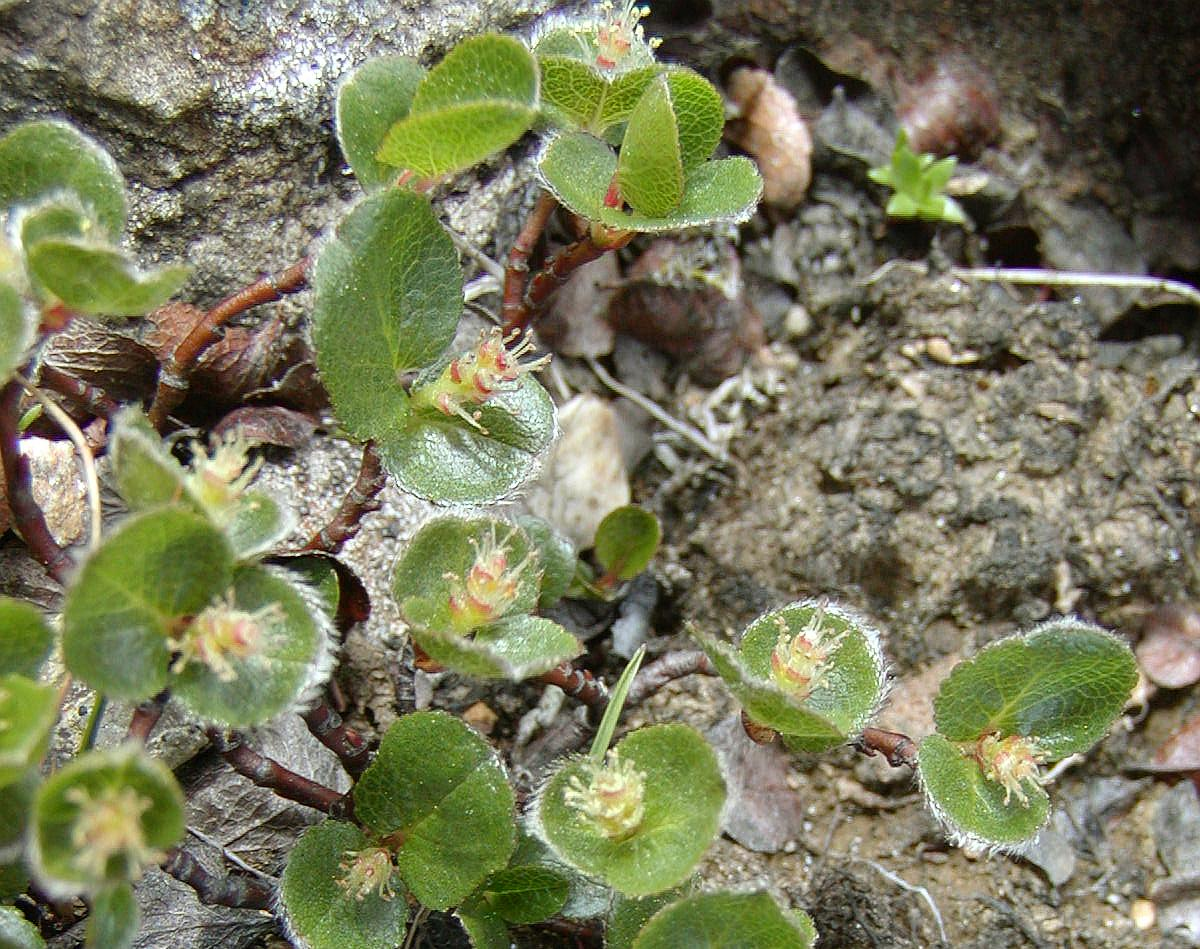
Трав'яна верба (Salix herbacea)
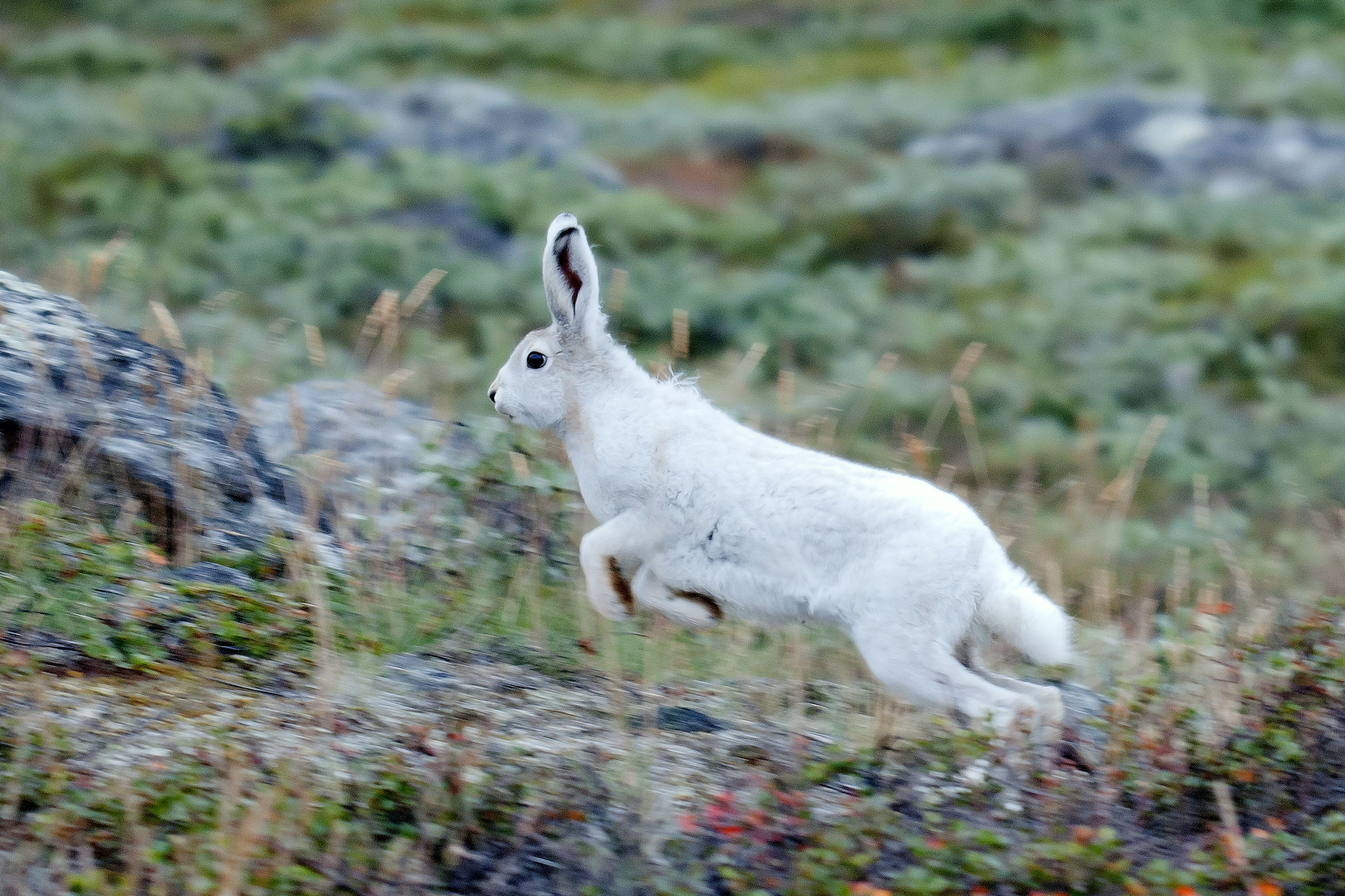
Арктичний заєць (Lepus arcticus)
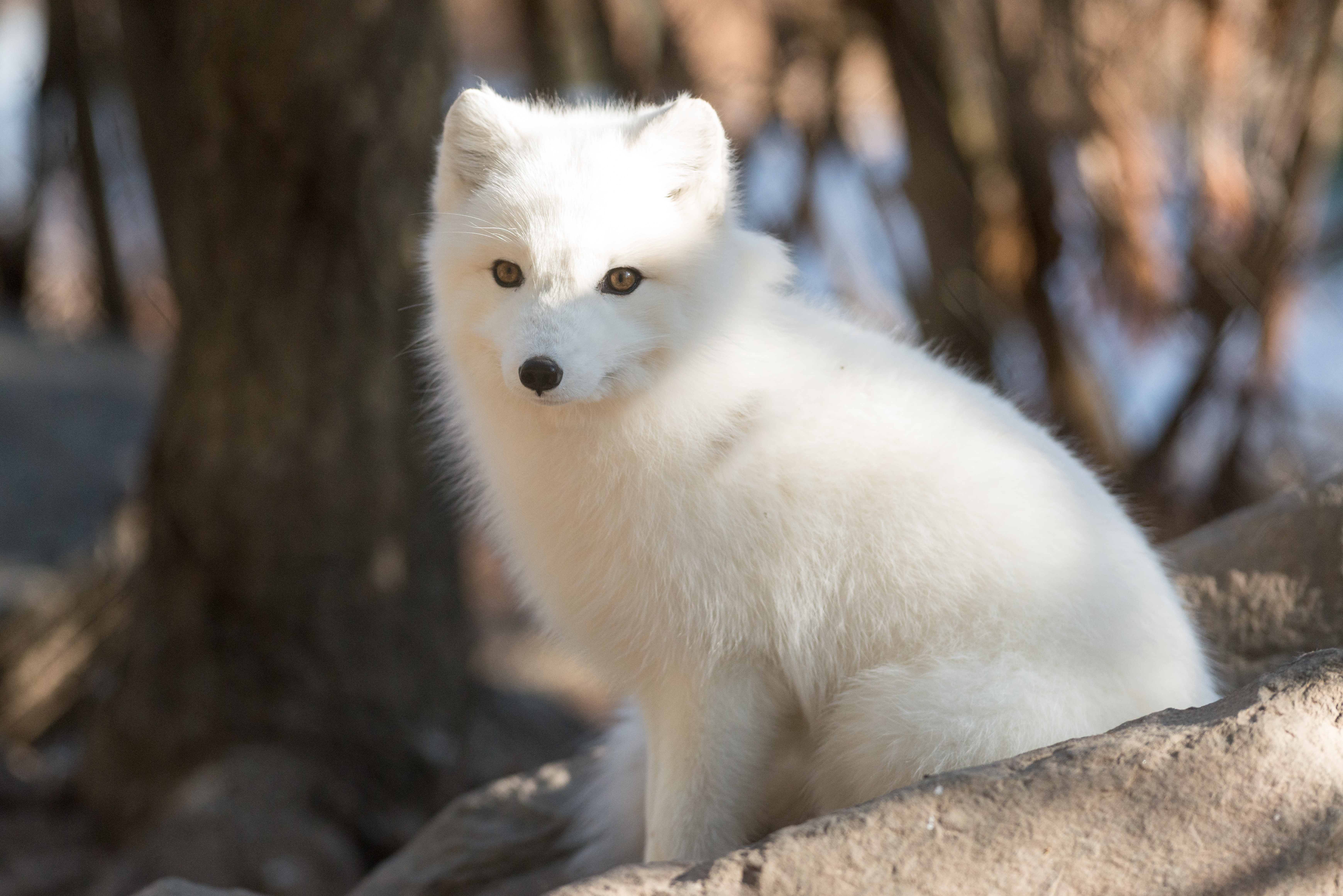
Песець (Vulpes lagopus)
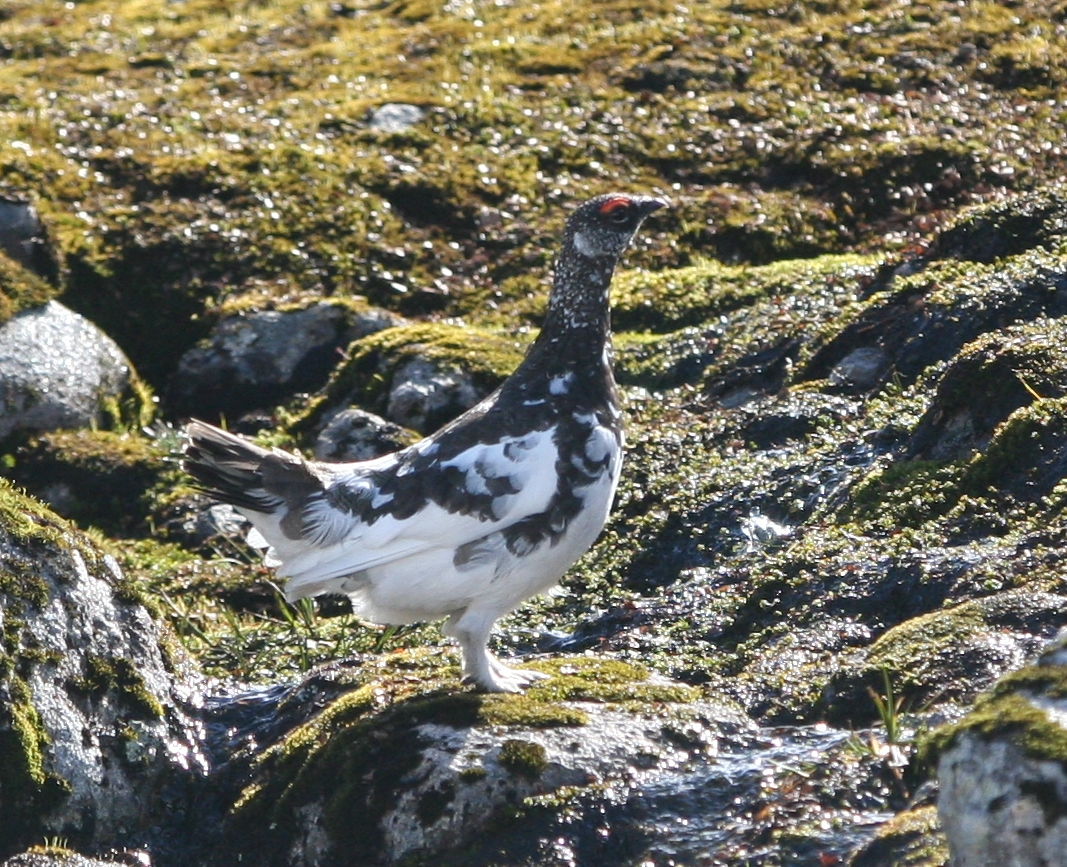
Тундрова куріпка (Lagopus muta)
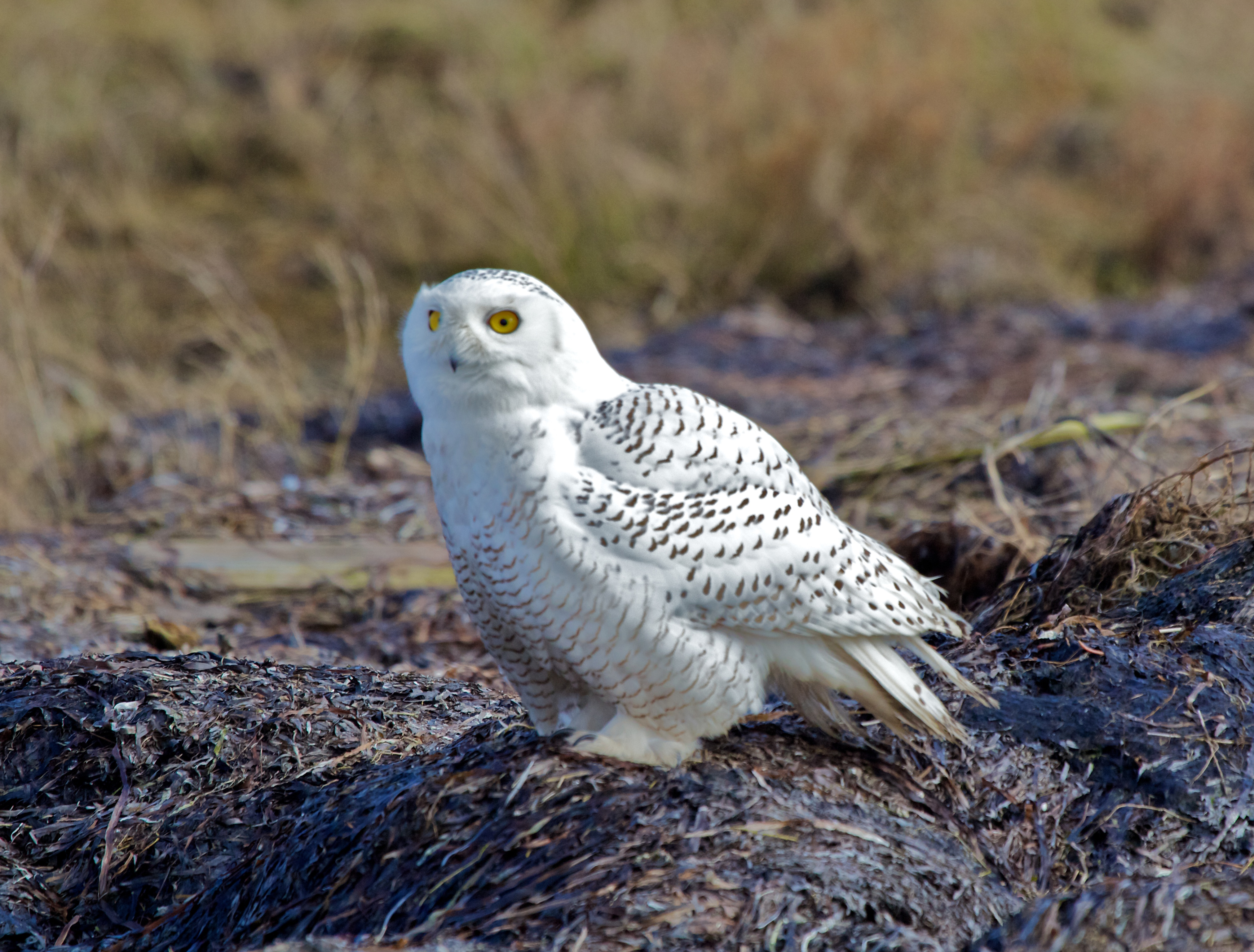
Біла сова (Bubo scandiacus)
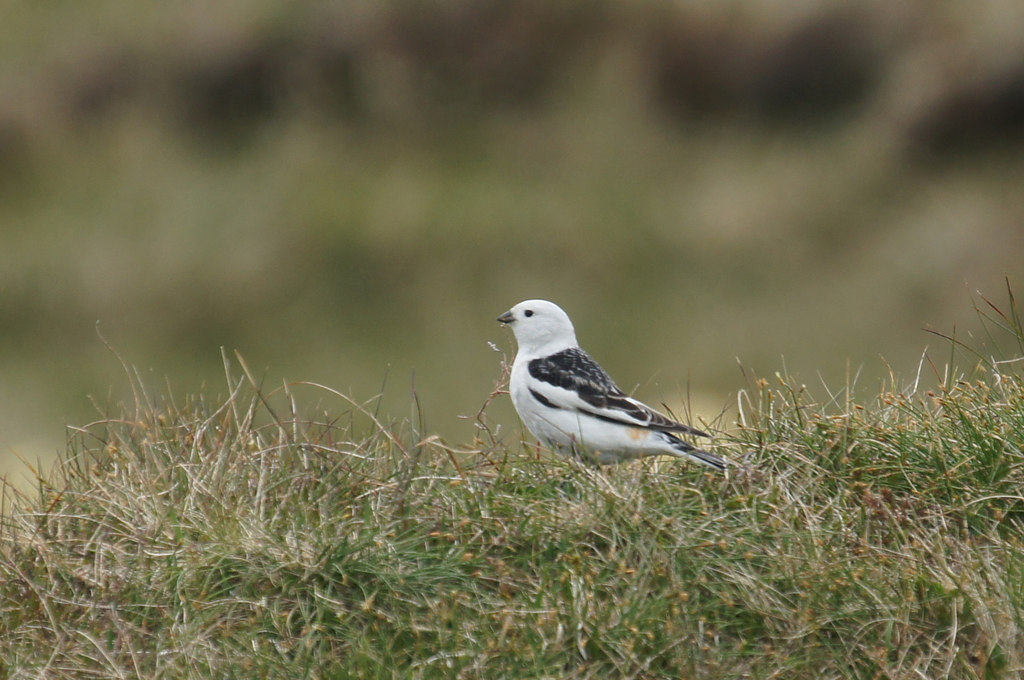
Снігова пуночка (Plectrophenax nivalis)

## Фауна
Лише дев'ять видів наземних ссавців є рідними для Гренландії: арктичний заєць (Lepus arcticus groenlandicus), песець (Vulpes lagopus foragoapusis), гренландський вовк (Canis lupus orion), північний олень (Rangifer tarandus), білий ведмідь (Ursus maritimus), вівцебик (Ovibos moschatus wardi), гренландський горностай (Mustela erminea polaris), арктичний лемінг (Dicrostonyx torquatus) та звичайна росомаха (Gulo gulo). Окрім білого ведмедя, який веде пов'язаний з морем спосіб життя і не має проблем з міграцією, великі ссавці Гренландії, включно з людиною, досягли острова з північного заходу через зимовий лід. Однак деякі з цих ссавців, а саме вівцебики, полярні вовки, горностаї, росомахи та арктичні лемінги, не змогли перетнути великі льодовики затоки Мелвілл на заході або узбережжя Блоссвілла на сході острова. Таким чином, ці ссавці відсутні в екорегіоні приполярної тундри Гренландії, окрім популяції інтродукованих вівцебиків в околицях Кангерлуссуаку, куди в період з 1961 по 1965 рік були привезені двадцять сім тварин із північно-східної Гренландії. Популяція вівцебиків постійно збільшувалася і в 1993 році досягла понад 3000 тварин. Цей регіон також є дуже важливим місцем існування для карибу (Rangifer tarandus), і хоча північні олені та вівцебики мають схожі харчові вподобання, конкуренції між цими видами досі не спостерігалося. Карибу живляться різноманітною рослинністю — травою, осокою, грибами, ягодами, листям і гілками берези та верби, а також лишайниками. На відміну від більшості ссавців, карибу здатні виробляти фермент ліхеназу, який дозволяє їм перетравлювати лишайники, що особливо допомагає оленям взимку.
Крижаний покрив не є перешкодою для мігруючих птахів, тому їхнє поширення залежить від пори року та наявності їжі. Навіть дрібні птахи, такі як звичайні кам'янки (Oenanthe oenanthe) та снігові пуночки (Plectrophenax nivalis), здійснюють трансльодовикові перельоти. Авіфауна Гренландії нараховує близько шістдесяти гніздових видів, половина з яких зустрічається тут лише влітку. Рідкісний ендемічний підвид орлана-білохвоста (Haliaeetus albicilla groenlandicus) є прикладом птахів, які не покидають Гренландію взимку. Цей вид веде кочовий спосіб життя і зустрічається лише в приполярній тундрі на південно-західному узбережжі острова. Серед птахів, які здійснюють сезонні міграції, слід навести тундрову куріпку (Lagopus muta), білу сову (Bubo scandiacus), звичайного ворона (Corvus corax) та білу чечітку (Acanthis hornemanni). Серед мігруючих птахів різні види прямують до різних місць зимування. Білолобі гуски (Anser albifrons flavirostris) мігрують з місць гніздування на західному узбережжі Гренландії до Британських островів. Сапсани (Falco peregrinus tundrius) зимують в Центральній і Південній Америці, регулярно повертаючись до своїх скель в Гренландії, де вони гніздяться на одних і тих самих місцях рік за роком. Снігові пуночки (Plectrophenax nivalis), найпоширеніші птахи Гренландії, зустрічаються по всьому периметру острова. Ті з них, що гніздяться на західному узбережжі, мігрують до Північної Америки, а мешканці східного узбережжя — до Західної Азії. Інші птахи здійснюють набагато довші подорожі, як-от полярні крячки (Sterna paradisaea), які мігрують до берегів Антарктиди та субантарктичних островів (Berthelsen та ін. 1993). Всього в Гренландії зареєстровано 249 видів птахів.
Через ізольоване розташування та арктичний клімат у Гренландії відносно мало безхребетних. Зареєстровано близько 60 видів павуків і 700 видів комах; серед комах — 50 метеликів, 2 джмелі та 1 комар. Таксони безхребетних мають дуже різне походження; великий відсоток жуків є палеарктичними, тоді як більшість лускокрилих є неарктичними, і вони ідентичні тим, що зустрічаються у заполярній Канаді. Деякі види історично були пов’язані з сільськими поселеннями скандинавів, а потім вимерли, коли скандинави пішли. Деякі з них, такі як Quedius mesomelinus та Xylodromus concinnus, вижили, пристосувавшись до інуїтських хатин з дерну, але наразі вони, здається, зникли разом зі зникненням подібних хатин.
Багато морських ссавців населяють води навколо Гренландії. Серед них є шість видів тюленів, зокрема кільчаста нерпа (Pusa hispida), гренландський лисун (Pagophilus groenlandicus), бородатий лахтак (Erignathus barbatus), плямистий чубач (Cystophora cristata), звичайний тюлень (Phoca vitulina) та звичайний морж (Odobenus rosmarus). Рідкісний підвид звичайного тюленя Phoca vitulina mellonae зустрічається лише в Гренландії та північній Канаді і класифікується як такий, що перебуває під загрозою зникнення. Плямисті чубачі розмножуються в чотирьох районах планети, два з яких розташовані на східному та західному узбережжях Гренландії, а ще два — у Північно-Східній Канаді та на Ньюфаундленді. Більшість тюленів розмножуються на дрейфуючих льодах, і тому дуже мало впливають на наземну екосистему.

## Збереження
Скандинави почали колонізувати південну та південно-західну Гренландію у 982 році нашої ери. Вони привезли з собою велику рогату худобу та овець. Ці стада паслися в арктичних степах Гренландії до кінця XV століття. Березові ліси значно скоротилися через вирубку і перетворення лісових площ на пасовиська та поля. Скандинавські поселенці завезли на острів багато видів рослин, таких як звичайний деревій (Achillea millefolium), горобиний щавель (Rumex acetosella) та мишачий горошок (Vicia cracca). Займатися дрібним вівчарством датські колоністи розпочали у 1782 році, а потім у 1906 році воно розгорнулося у великих масштабах, коли овець цілий рік пасли на природній рослинності. Зараз овець утримують у хлівах і годують вирощеним для цього сіном.
Хоча населення Гренландії завжди було невеликим, цей острів пережив багато екологічних криз протягом своєї історії. Вони значною мірою сталися через надмірне полювання на великі популяції тварин. Деякі з них, як-от песець, були близькі до зникнення незадовго до того, як було оголошено закони щодо їх збереження. Загалом популяції гренландських тварин досить добре відновилися.
В межах екорегіону уздовж західного узбережжя розташовані вісім Рамсарських водно-болотних угідь. Більшість із них визнані природоохоронними територіями через важливі популяції морських птахів, які використовують їх як місця гніздування, зупинки під час міграції або линьки. Екалумміут Нунаат та Нассуттууп Нунаа є одним із найважливіших районів у Гренландії для рідкісних білолобих гусок (Anser albifrons flavirostris). Близько 3000 птахів (10 % світової популяції) збираються там під час линьки. Також на цій території отелюються карибу, а інтродукована популяція вівцебиків потроху заселяє цей район. Натернак є одним із найважливіших водно-болотних угідь у західній Гренландії. Це велика заболочена рівнина з багатьма неглибокими озерами та звивистими струмками. Ця територія також має особливе ботанічне значення, оскільки підтримує різноманітні рослинні угруповання, від щільних мохових килимів до карликових чагарників. Були зроблені пропозиції щодо інтродукції вівцебиків через велику кількість зимового корму в низовинних районах території.
Арктичні екосистеми за своєю суттю крихкі, частково через простоту їхніх систем і через те, що багато з присутніх в них організмів існують на межі свого виживання. Гренландія, будучи особливо бідною на види навіть у порівнянні з іншими арктичними екосистемами, вразлива навіть до найменших порушень. Окрім прямих загроз від людської діяльності, як-от полювання та знищення рослинного покриву, головною екологічною проблемою, з якою може зіткнутися Гренландія, є глобальне потепління. У 2100 році прогнозується підвищення середньорічної температури Гренландії на 1,8-3,6 °C. Ці зміни, безсумнівно, порушують крихку екосистему, що, можливо, призведе до втрати деяких видів.